# Shingham
Shingham – wieś w Anglii, w Norfolk. W 1931 wieś liczyła 103 mieszkańców. Shingham jest wspomniana w Domesday Book (1086) jako Scingham.